# Franz Xaver Feuchtmayer
Franz Xaver Feuchtmayer Starszy (ur. ok. 11 sierpnia 1698 w Wessobrunn, zm. 21 sierpnia 1763 lub 28 kwietnia 1764 w Augsburgu) – niemiecki artysta okresu rokoko, zajmujący się głównie sztukaterią. Wywodził się z Wessobrunner Schule.

## Życiorys
Pochodził ze znanej rodziny artystów. Jego ojcem był Michael Feuchtmayer, bratem Johann Michael Feuchtmayer Młodszy, a synem Franz Xaver Feuchtmayer Młodszy. Nie jest znana dokładna data jego narodzin, został ochrzczony 11 sierpnia 1698 w Wessobrunn, w Bawarii. Rzemiosła prawdopodobnie uczył się w Tyrolu lub w innym miejscu na terenie Austrii. Wzmianki na jego temat pojawiają się w latach 20. XVIII wieku, kiedy to w 1727 został jako właściciel jedno z domów w Augsburgu. Często pracował wraz z bratem oraz rodzeństwem Matthäusem oraz Ignazem Güntherami na terenie Szwabii, Górnej Bawarii, Frankonii i Tyrolu.